# CeelAfweyn
CeelAfweyn este un oraș din Somaliland.